# Danny Whitten
Daniel Ray Whitten (Columbus, Georgia, Estados Unidos, 8 de mayo de 1943–Los Ángeles, California, Estados Unidos, 18 de noviembre de 1972) fue un músico y compositor estadounidense, célebre por su trabajo con Neil Young y Crazy Horse. 

## Biografía
Danny Ray Whitten nació el 8 de mayo en 1943 en Columbus (Georgia). Tras la separación de sus padres cuando era joven, Whitten vivió con su madre, que trabajaba de camarera, y con su hermana Brenda. Su madre volvió a casarse cuando él tenía nueve años y su familia se trasladó a Canton (Ohio).
Whitten se unió a Billy Talbot y Ralph Molina para formar el grupo de doo wap llamado Danny and the Memories. Tras grabar un sencillo, "Can't Help Loving That Girl of Mine", sus miembros se trasladaron a San Francisco (California), donde se movieron en la escena de la música psicodélica bajo el nombre de The Psyrcle, en el que Whitten tocaba la guitarra, Molina la batería y Talbot el bajo y el piano.
En 1967, el grupo contrató a los hermanos George y Leon Whitsell como guitarrista y vocalista respectivamente, así como al violinista Bobby Notkoff. La nueva formación, con el nombre de The Rockets, firmó un contrato discográfico con White Whale Records, donde grabaron el álbum debut The Rockets, publicado a mediados de 1968.
Neil Young, tras abandonar Buffalo Springfield y publicar su primer álbum, conoció a The Rockets y comenzó a trabajar con ellos. Tras mostrar interés en grabar, el trío accedió a cambio de continuar su trabajo como The Rockets. Young accedió, pero impuso un calendario de trabajo que imposibilitó que el trío trabajara de forma individual. Bajo el respaldo de Young, el grupo pasó a llamarse Crazy Horse. 
Las sesiones de grabación dieron lugar a Everybody Knows This Is Nowhere, el primer álbum acreditado de forma conjunta a Neil Young y Crazy Horse, con Whitten como segundo guitarrista. Aunque su trabajo fue de apoyo, Whitten también cantó en la canción "Cinnamon Girl" con Young, y ambos tocaron la guitarra en "Down by the River" y "Cowgirl in the Sand". Los tres temas influyeron en el movimiento grunge de la década de 1990 y son tres de los trabajos más reconocidos de Young, que continúa interpretándolas con frecuencia en la actualidad.
Durante las sesiones, Whitten comenzó a consumir heroína, un hábito que pasó a ser adictivo. Aunque participó en los primeros pasos del siguiente trabajo de Young, After the Gold Rush, Whitten y el resto de Crazy Horse dejaron de participar a mitad de las sesiones, en parte por el fuerte consumo de drogas de Whitten. Whitten llegó a tocar en "Oh Lonesome Me", "I Believe in You" y "When You Dance I Can Really Love". Durante esta época, Young compuso y grabó "The Needle and the Damage Done", con referencias directas a la adicción de Whitten y su propio papel en la destrucción de su talento. 
Tras adquirir un contrato discográfico propio en 1970, y bajo una formación ampliada a un quinteto, Crazy Horse grabó su primer álbum, Crazy Horse, publicado en 1971. El álbum incluyó cinco canciones compuestas por Whitten, con un tema, "(Come On Baby Let's Go) Downtown", posteriormente incluido en el álbum de Young Tonight's the Night. 
A pesar del trabajo, la vida personal de Whitten se vio afectada por el consumo de drogas. Fue expulsado de Crazy Horse por Talbot y Molina, que lo reemplazaron para grabar At Crooked Lake y Loose, en 1971. En octubre del mismo año, tras recibir una llamada de Young para que tocase la guitarra en la gira de promoción de Harvest, Whitten se trasladó a San Francisco para participar en los ensayos. Mientras el resto del grupo forjaba arreglos, Whitten se quedaba atrás, sin capacidad para sincronizarse con la banda. Young, en vistas de la incapacidad de Whitten para tocar,lo despidió el 18 de noviembre de 1972. Young le dio cincuenta dólares y un billete de avión para que regresase a Los Ángeles. Ese mismo día, Whitten falleció a causa de una sobredosis causada por la ingesta de alcohol y Valium, un medicamento que tomaba para combatir una artritis de rodilla grave.
Sobre su muerte, Young comentó: «Estábamos ensayando con él y simplemente no podía hacerlo. No recordaba nada. Estaba demasiado fuera de sí. Demasiado lejos. Le tuve que decir que volviera a Los Ángeles. "No está pasando, tío. No estáis lo suficientemente juntos". Él dijo: "No tengo ningún otro sitio donde ir, tío. ¿Qué le voy a decir a mis amigos?". Y se marchó. Aquella noche el forense me llamó desde Los Ángeles y me dijo que había muerto. Me quedé perplejo. Quería a Danny. Me sentí responsable. Y desde entonces tuve que hacer esa gran gira en grandes estadios. Estaba muy nervioso... e inseguro».
Años después, Jimmy McDonough, biógrafo de Young, escribió que el músico se sintió durante muchos años responsable de la muerte de Whitten. Según Young: «Danny no estaba feliz. Simplemente todo se reducía a él. Estaba engullido por la droga. Era demasiado malo. Porque Danny tenía mucho que dar. Era muy bueno».

## Discografía
Con Danny & The Memories
- "Surfin' Granny" / "Mirror Mirror" (1963)
- "Can't Help Loving That Girl of Mine" / "Don't Go" (1964)

Con The Psyrcle
- "Baby Don't Do That" (1966) (Sin editar)

Con The Rockets
- The Rockets (1968)
- "Hole In My Pocket" (1968)

Con Neil Young
- Everybody Knows This Is Nowhere (1969)
- After the Gold Rush (1970)
- Tonight's the Night (1975)
- Live at the Fillmore East (2006)

Con Crazy Horse
- Crazy Horse (1971)
- "Dirty Dirty" / "Beggar's Day" (1971)
- "Downtown" / "Dance Dance Dance" (1971)
- Gone Dead Train: The Best of Crazy Horse 1971–1989 (2005)
- Scratchy: The Complete Reprise Recordings (2005)